# Каниндею
Каниндею (на испански: Canindeyú) е един от 17-те департамента на южноамериканската държава Парагвай. Намира се в източната част на страната. Площта му е 14 667 квадратни километра, а населението – 234 978 души (по изчисления за юли 2020 г.).

## Райони
Разделен е на 10 района, някои от тях са:
1. Итанара
2. Ла Палома
3. Корпус Кристи